# Miriam Dalli
Miriam Dalli, född 19 maj 1976 i St. Julian's på Malta, är en maltesisk politiker och journalist. Hon har suttit i Maltas parlament sedan 2020 och var ledamot av Europaparlamentet från 2014 till 2020.

## Karriär
Från 2005 till 2009 arbetade Dalli som nyhetsredaktör vid den maltesiska TV-kanalen One och radiokanalen One Radio.
2014 blev Dalli invald i Europaparlamentet, där hon satt kvar till 2020. Under hennes första valperiod från 2014 till 2019 var hon ledamot av utskottet för miljö, folkhälsa och livsmedelssäkerhet, delegationen för förbindelserna med Maghrebländerna och Arabiska Maghrebunionen, utskottet för framställningar, undersökningskommittén beträffande utsläppsmätningar i bilindustrin och utskottet för miljö, folkhälsa och livsmedelssäkerhet. Hon var även suppleant i utskottet för industrifrågor, forskning och energi, utskottet för medborgerliga fri- och rättigheter samt rättsliga och inrikes frågor och delegationen till den parlamentariska partnerskapskommittén EU–Armenien, den parlamentariska samarbetskommittén EU–Azerbajdzjan och den parlamentariska associeringskommittén EU–Georgien.
Dalli satt kvar i Europaparlamentet fram till 2020, och från 2019 till 2020 var hon bland annat ledamot av delegationen till parlamentarikerkommittén Cariforum–EU, delegationen för förbindelserna med Koreahalvön och särskilda utskottet för cancerbekämpning. Hon var även suppleant i bland annat delegationen för förbindelserna med Mashriqländerna och delegationen till den parlamentariska församlingen för unionen för Medelhavsområdet.
Sedan 2020 sitter Dalli i Maltas parlament.